# Marco Barrero
Marco Antonio Barrero Jordán (Santa Cruz de la Sierra, 26 gennaio 1962) è un ex calciatore boliviano, di ruolo portiere.

## Carriera

### Club
Barrero giunse nella prima squadra del Wilstermann giocando le prime partite con i titolari nella stagione 1984. Dopo otto partite in tale torneo, divenne titolare, stabilendosi tra i pali del club e ottenendo un secondo posto nel campionato 1985. Nel 1988 passò al Bolívar, fresco di vittoria in campionato; con Barrero in rosa il club replicò il successo anche nell'annata 1988. Arrivarono poi altri due titoli nel 1991 e nel 1992; dopo aver trascorso la stagione 1993 con il Guabirá, si accasò all'Oriente Petrolero. Con la società di Santa Cruz de la Sierra disputò quattro campionati, raggiungendo per due volte (1996 e 1997) il secondo posto. Nel 1998 si trasferì al The Strongest di La Paz, chiudendovi la carriera nel 2001.

### Nazionale
Il 14 giugno 1987 fece il suo esordio in Nazionale maggiore. Nel 1987 venne incluso nella lista per la Copa América. Esordì nel torneo il 28 giugno a Rosario contro il Paraguay; nella gara con la Colombia del 1º luglio fu sostituito nell'intervallo da Galarza. Due anni dopo tornò tra i convocati per la Copa América in programma in Brasile. In tale competizione disputò da titolare tutte e quattro le partite della sua selezione. Nel 1991 fu chiamato per la Copa América cilena. Dopo che Aragón ebbe giocato i primi due incontri con l'Uruguay e il Brasile, Barrero presenziò contro Colombia ed Ecuador.

## Palmarès

### Club

#### Competizioni nazionali
- Campionato boliviano: 3

Bolívar: 1988, 1991, 1992